# Підпалатці
Підпала́тці (рос. Подпалатцы) — селище у складі Кур'їнського району Алтайського краю, Росія. Входить до складу Бугришихинської сільської ради.

## Населення
Населення — 8 осіб (2010; 10 у 2002).
Національний склад (станом на 2002 рік):
- росіяни — 100 %